# Greenwater River
Der Greenwater River ist ein Fluss im King County und im Pierce County im US-Bundesstaat Washington. Sein Einzugsgebiet umfasst einen Teil der Kaskadenkette östlich und nordöstlich des Mount Rainier einschließlich einiger Teile der Norse Peak Wilderness. Er mündet bei Greenwater in den White River, welcher schließlich über den Puyallup River in den Puget Sound fließt. Der Greenwater River bildet einen Teil der Grenze zwischen den Countys King und Pierce.

## Verlauf
Der Greenwater River entspringt im östlichen Pierce County, und zwar in der Norse Peaks Wilderness nahe dem Corral Pass. Zusammen mit kleineren Quellflüssen entwässert er die Nordseite des Castle Mountain. Der Greenwater River fließt nordwärts durch den Hidden Lake und danach durch den Echo Lake. Hinter dem Echo Lake macht der Fluss eine leichte Wendung westwärts, nimmt die Zuflüsse Maggie Creek, Lost Creek und Meadow Creek auf und wendet sich vollständig nach Westen.
Der Meadow Creek entspringt nahe dem Naches Pass und fließt durch die Government Meadows, bevor er in den Greenwater River mündet. Die Grenze zwischen den Countys King und Pierce folgt dem Meadow Creek vom Naches Pass abwärts. Danach bildet der Greenwater River die Grenze bis zu seiner Mündung in den White River.
Unterhalb des Zuflusses des Meadow Creek fließt der Greenwater River durch zwei kleine Tümpel, die Greenwater Lakes genannt werden. Er nimmt eine Reihe von Zuflüssen, darunter den George Creek und den Pyramid Creek auf und fließt westwärts. Der George Creek entspringt am George Lake nahe Noble Knob und der Pyramid Creek am Pyramid Peak.
Wenn der Greenwater River den White River erreicht, wird er vom Huckleberry Mountain im Norden und der Dalles Ridge im Süden flankiert. Der Greenwater River mündet in der kleinen Gemeinde Greenwater in den White River.